# Сурожская епархия
Суро́жская епа́рхия (англ. Diocese of Sourozh) в современной истории — зарубежная епархия Русской православной церкви в Великобритании и Ирландии. Учреждена в 1962 году. Объединяет приходы на территории Великобритании и Ирландии.
Название связано с тем, что святым покровителем епархии является Стефан Сурожский — византийский святой VIII века, архиепископ Сугдеи (древняя православная епархия Константинопольского патриархата в Крыму с центром в городе Сугдея, именуемом в позднейших русских источниках Сурожем (ныне город Судак); возникла в начале VIII века, упразднена во второй половине XVI века), исповедник веры во время Первого иконоборческого противостояния (730—787) в Византии.

## История

### Русское православие в Британии
Основой Сурожской епархии стал Успенский приход в Лондоне, существовавший как посольская церковь с 1716 года. За время существования сменял несколько адресов и в настоящее время расположен в здании бывшей англиканской церкви Всех Святых.
После 1917 года приход находился в юрисдикции Зарубежного высшего церковного управления. В 1926 году приход разделился на сторонников РПЦЗ и Западно-Европейской епархии. Службы совершались попеременно.
В 1931 году приход был принят в состав Константинопольского патриархата.
В 1945 году вместе с Западноевропейским экзархатом воссоединился с Московским патриархатом и оставался в его ведении после ухода Западноевропейского экзархата в юрисдикцию Константинопольского патриарха в 1946 году. Настоятелем Успенского прихода был в те годы протоиерей Владимир Феокритов.
В 1948 году в Лондон прибыл иеромонах Антоний (Блум), назначенный духовником православно-англиканского содружества мученика Албания и преподобного Сергия Радонежского. С 1 сентября 1950 года иеромонах Антоний стал настоятелем русского прихода в Лондоне.
К тому времени Успенский приход был уже не единственным приходом РПЦ на территории Великобритании. Так, в Оксфорде в 1945 году в юрисдикцию РПЦ перешёл Свято-Николаевский приход, руководимый Николаем (Гиббсом). С 1947 года Содружество Святого Албания и Святого Сергия, основанное по инициативе Николая Зёрнова, стало время от времени организовывать совершение православной литургии (на английском языке) в различных англиканских храмах Оксфорда. Позднее появились и другие приходы, созданные русскими православными общинами.
30 ноября 1957 году в Великобритании образовано Сергиевское викариатство Западно-Европейского экзархата Московского патриархата. Во епископа Сергиевского был хиротонисан архимандрит Антоний (Блум).
Протоиерей Андрей Филлипс отмечал, что в 1970-е годы «большинство небольших приходов под Сурожем отказываются молиться на общественных службах за своего патриарха, но [поминают] только епархиального архиерея, Парижского митрополита Антония (Блума), вокруг которого существует невероятный культ личности».

### Епархия в 1960—1980-е годы

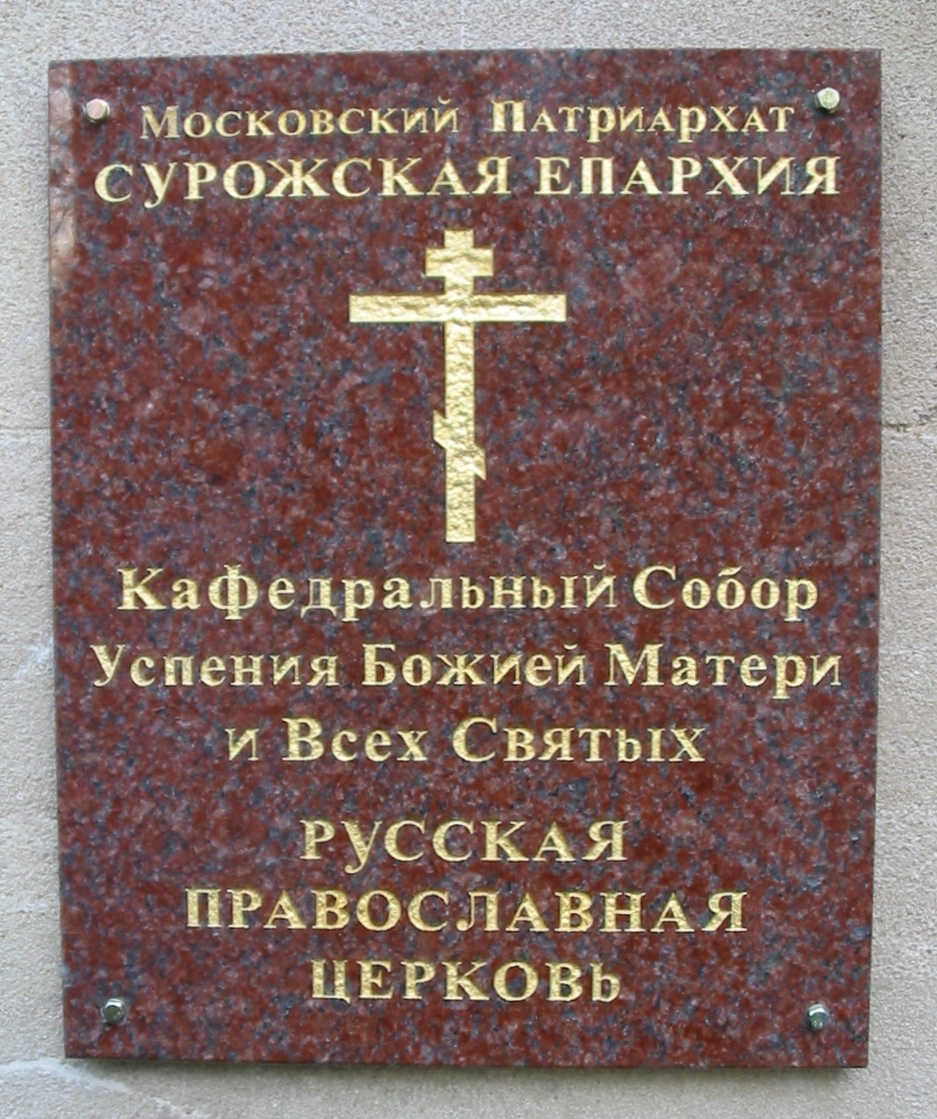

10 октября 1962 года решением Священного синода Русской православной церкви в составе Западно-Европейского экзархата была образована Сурожская епархия, которую возглавил архиепископ Антоний (Блум) с титулом Сурожского. Антоний дал ей имя в честь древней крымской епархии с центром в городе Сугдее (современный Судак), известном в русских летописях под названием Сурож. Выбор такого названия кафедры связан с желанием избежать проблем во взаимоотношениях с англиканами, у которых уже имелся свой Лондонский епископ. Один из святителей древней Сугдейской епархии, Стефан Сурожский, был избран небесным покровителем епархии. Кафедральным городом стал Лондон.
Будучи основана по преимуществу как церковная община русских эмигрантов, под водительством митрополита Антония епархия пополнилась, включив в себя многих верующих из местного населения, обратившихся из англиканства. Уклад церковной жизни заметно перестроился по сравнению с преобладающей практикой Русской православной церкви. В епархии появился свой устав: «Мы в своё время предоставили Патриарху набросок возможного Устава, соответствующего и Вселенским канонам, и Постановлениям Собора 1917—1918 гг., и, что немаловажно, законам Великобритании. <…> Мы предполагали безмолвное согласие [принять этот Устав], имея в виду слова, сказанные мне покойным Патриархом Алексием I: „Мы этот Устав в данное время принять не можем, но живите по нему“».
По словам архиепископа Анатолия Кузнецова, «в Сурожской епархии всегда были священники и миряне, находившиеся под влиянием „парижской юрисдикции“ — Архиепископии Русских Церквей Константинопольского патриархата. Вообще, надо чётко понимать: старая эмиграция первой волны, беженцы ушли из жизни. Остались их потомки. Они уже стали англичанами, некоторые — православными, но ими был утерян тот дух православия, что есть в России. Например, их тяготило полное богослужение. К проповеди они выдвигали требования: „не больше пяти минут“. <…> Для них духовное существовало как память о прежней русской жизни, но всё должно было быть в сокращённом виде. Им хотелось побыстрее завершить службу и жить своей жизнью».

### Численный рост и конфликты. 1990-е — 2000-е годы
Со времени распада СССР, когда в Великобританию хлынула волна новых эмигрантов из бывшего Советского Союза, в Сурожской епархии назревало разделение между новоприбывшими и старожилами.
Как написал Сергей Чапнин: «Стоит вспомнить и 1994 год. После решения Англиканской Церкви о рукоположении женщин в епископы, та часть англикан, для которой церковное Предание было не пустым звуком, решила покинуть Англиканскую Церковь. Большая часть из них перешла в католичество, но несколько десятков общин обратились в Сурожскую епархию с просьбой принять их в Православие. Скажем прямо, Сурожская епархия не была рада, она испугалась: необходимы были серьёзные программы катехизации, сложные политические и административные решения. Сурож всем жёстко отказал, так же поступили и практически все прочие юрисдикции (работа уж очень сложная, да и с англиканами не хотелось портить отношения, боялись, как они отреагируют). В итоге одиннадцать общин составили благочиние Антиохийского патриархата в Англии. А Сурож в конце концов принял одну общину, чтобы отвести от себя обвинения в отказе принять тех, кто стремился к Святому Православию».

#### 2002: Трения по прибытии в епархию епископаИлариона (Алфеева)
В начале 2002 года в епархии возник острый конфликт в связи с назначением и прибытием туда новопоставленного епископа Подольского Илариона (Алфеева) в качестве младшего викария. Епископ Иларион был вынужден покинуть епархию в июле того же года; старейшему викарию епархии архиепископу Анатолию (Кузнецову) решением Синода был усвоен титул Керченского.

#### 2003—2005: Епископ Сергиевский Василий (Осборн)
Незадолго до смерти митрополита Антония в 2003 году Определением Синода РПЦ МП от 30 июля управляющим Сурожской епархии был назначен его многолетний викарий, епископ Сергиевский Василий (Осборн).
На 1 января 2006 года клир Сурожской епархии составляли 2 епископа, 24 священника и 13 диаконов. В епархию входили 9 приходов и 25 евхаристических общин (общины, состоящие из небольшого числа семей, в которых богослужения совершаются 1-2 раза в месяц): общее число — 34. 7 храмов при этом были собственностью приходов, 7 — частной собственностью, остальные храмы принадлежали другим конфессиям. Имеются приходы по всей Британии, в том числе и в Шотландии. В Шотландии центры богослужения — Данблейн и Глазго.
Открытая фаза противостояния в декабре 2005 года была спровоцирована письмом клирика лондонского прихода Успения о. Андрея Тетерина с осуждением стиля руководства епископа Василия (Осборна). Письмо было направлено Московскому Патриарху Алексию, митрополиту Кириллу и Послу РФ в Соединённом Королевстве.

#### 2006: Разделение епархии
В 2006 году достиг кульминации долго тлевший конфликт между епископом Василием и значительной частью англоязычных прихожан, с одной стороны, и иммигрантами из бывшего СССР, пополнившими паству в недавнее время, с другой. Предметом разногласий было стремление «новых» прихожан ввести в епархии правила, к которым они привыкли в России: уставные богослужения на церковнославянском языке без сокращений, единоначальное управление епископа и священника и т. п. Другим фактором нестроений было многолетнее нежелание Московской Патриархии назначить епископа Василия правящим архиереем и стремление ОВЦС МП фактически упразднить особый статус епархии в составе РПЦ, вытекавший из Устава епархии .
20 марта 2006 года епископом Василием был издан указ об удалении из состава Приходского совета Лондонского кафедрального собора шести его членов, выступавших за более тесную связь Сурожской епархии с жизнью и практикой Русской православной церкви.

#### Письма в Москву и Константинополь
24 апреля 2006 года, в понедельник Светлой седмицы, епископ Василий направил письмо патриарху Московскому Алексию с просьбой отпустить его и тех, кто пожелает перейти с ним, в юрисдикцию Константинопольского патриархата: <…> «разумно признать изменения, произошедшие с русской православной паствой в Британии и согласиться с тем, что реструктуризация русского православного присутствия в Британии необходима. Новоприбывшие из России должны оставаться в центре внимания пастырских трудов Патриархата, в то время как Сурожской епархии — в той форме, в которой она развивалась в течение многих лет, — должно быть позволено встать в один ряд с церковным организмом, наиболее её напоминающим — архиепископией русских приходов в Париже — и стать частью Вселенского Патриархата».
5 мая 2006 года патриарх Алексий направил ответное письмо, в котором выразил своё «огорчение» вторым письмом епископа Василия, под первым разумея его письмо от 10 апреля.
Но ещё 2 мая епископ Василий направил письмо патриарху Константинопольскому Варфоломею с просьбой принять его в свою юрисдикцию.

#### Увольнение епископа Василия
Ответ патриарха Алексия был передан епископу Василию 7 мая 2006 года, перед литургией в Лондонском кафедральном соборе. Однако не ознакомившись с письмом и несмотря на просьбу воздержаться от объявления решения о своём переходе до прочтения письма, епископ Василий в тот же день объявил приходу о своем шаге. Он так и не принял предложение встретиться с патриархом и не дал ему письменного ответа.
Узнав о письме в Константинополь и отказе епископа Василия отозвать его, патриарх Алексий взял назад своё предложение о встрече. 9 мая было принято решение освободить «епископа Сергиевского Василия от управления Сурожской епархией с увольнением на покой без права перехода в другую юрисдикцию до окончания разбора кризиса, возникшего в Сурожской епархии, специально назначенной комиссией». В качестве временно исполняющего обязанности управляющего епархией был назначен архиепископ Корсунский Иннокентий (Васильев), возглавляющий Корсунскую епархию Русской православной церкви (окормляет приходы Московской патриархии во Франции, Испании, Швейцарии и Португалии).
26 мая 2006 года комиссия приступила к работе. Несмотря на многократное приглашение, епископ Василий отказался встречаться с комиссией, и призвал остальных этого не делать. Вместо этого он предпочёл излагать свои взгляды в Интернете и других СМИ.
В июне епископ Василий был официально принят в состав епископата Константинопольского патриархата; за ним последовала почти половина клириков.
В феврале 2010 года епископ Василий был лишён Константинопольской патриархией сана и монашества по собственной просьбе в связи с его намерением жениться

## После назначения епископа Елисея
В октябре 2006 года управление Сурожской епархией было поручено архимандриту Елисею (Ганабе): «Архимандриту Елисею, начальнику Русской Духовной миссии в Иерусалиме, быть епископом Богородским, викарием Корсунской епархии, с поручением ему управлять Сурожской епархией. Наречение и хиротонию архимандрита Елисея во епископский сан совершить в городе Москве». В ноябре была совершена его архиерейская хиротония. Епископ Елисей был викарием архиепископа Иннокентия, что, по мнению противников Московской патриархии, означало отсутствие правящего епархиального архиерея в полноценном каноническом смысле. Само существование епархии, по их мнению, находилось под вопросом.
Главной темой епархиального собрания 3 марта 2007 года стало принятие обращения Ассамблеи к патриарху Московскому и всея Руси Алексию II и Священному синоду Русской православной церкви о включении в святцы Русской православной церкви британских святых, канонизированных до церковного разделения в XI веке. К ним относятся такие святые, как мученик Албаний, святители Давид Уэльский и Патрик, апостол Ирландии, святой король Эдуард и многие другие святые, память которых традиционно почитается на Британских островах.
27 декабря 2007 года Священный синод постановил: «Преосвященного архиепископа Корсунского Иннокентия освободить от временного управления Сурожской епархией. 2. Благодарить Преосвященного архиепископа Иннокентия за понесенные им труды и отметить достигнутое умиротворение в жизни Сурожской епархии после перенесенных ею в 2006 году кризисных явлений. 3. Преосвященному епископу Богородскому Елисею, викарию Корсунской епархии, быть епископом Сурожским».

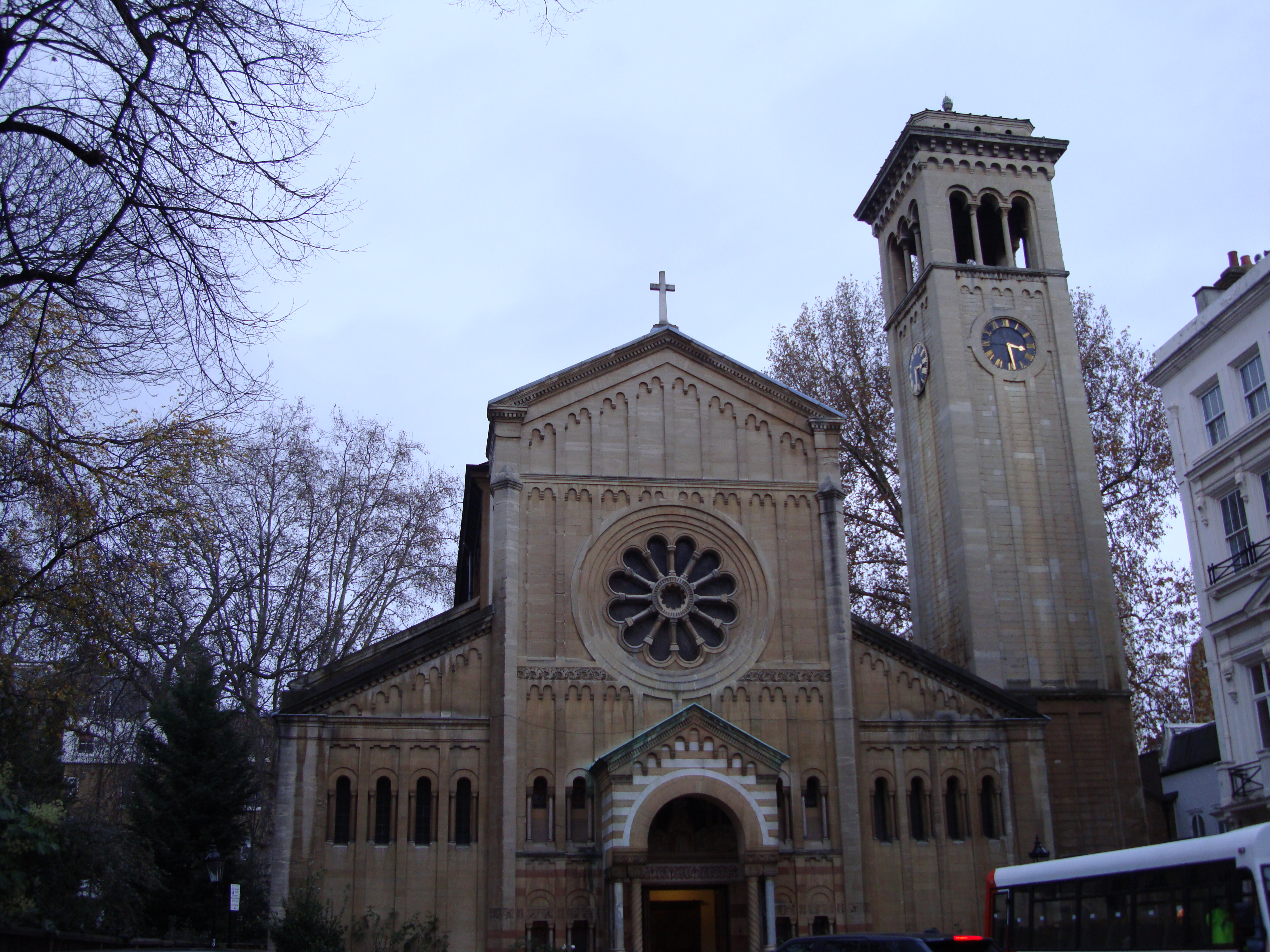
Успенский собор в Лондоне

По инициативе обновлённой Епархиальной ассамблеи 21 августа 2007 года Священный синод установил день Соборной памяти святых, в земле Британской и Ирландской просиявших, в третью Неделю по Пятидесятнице.
Решение Генеральной прокуратуры Великобритании и британского суда в пользу Московской патриархии в деле о принадлежности Успенского собора в Лондоне в феврале 2009 года связывалось в статье в британской газете «Independent», представлявшей позицию Амфипольского викариатства, с влиянием российского магната Олега Дерипаски.
1 февраля 2010 года епископ Сурожский Елисей был возведен патриархом Кириллом в сан архиепископа. Между его хиротонией в епископы и возведением в архиепископы прошло всего три года, что является исключительно быстрым продвижением. Возможно, это связано с активным расширением епархии. На майском 2010 года заседании Священного синода Русской православной церкви в состав епархии были приняты 18 новых приходов.
26 июня 2010 года в Лондонском Успенском кафедральном соборе состоялось заседание Епархиального собрания, на котором были приняты гражданский Устав Сурожской епархии и типовой гражданский Устав прихода Сурожской епархии, которые заменили разработанный под руководством митрополита Антония (Блума) и действовавший долгие годы устав, находившийся в противоречии с общецерковным.
С 14 по 18 октября 2016 года патриарх Московский и всея Руси Кирилл посетил Сурожскую епархию. Визит был приурочен к празднованию 300-летия присутствия Русской православной церкви на Британских островах.
В 2020 году протоиерей Иосиф Скиннер среди проблем епархии отмечал: «не хватает священников, храмов и денег. Большинство клириков вынуждены трудиться на светской работе, чтобы выжить и прокормить семью. <…> к сожалению, пока нет англоязычной системы духовного образования для ставленников. Русскоговорящий человек может заочно учиться в русской семинарии и потом рукополагаться. Но у нас есть и прихожане-англичане, которые хотели бы стать священниками».

## Архиереи
- Антоний (Блум) (10 октября 1962 — 30 июля 2003)
- Василий (Осборн) (30 июля 2003 — 14 мая 2006) в/у, еп. Сергиевский
- Иннокентий (Васильев) (14 мая 2006 — 27 декабря 2007) в/у, архиеп. Корсунский
- Елисей (Ганаба) (27 декабря 2007 — 28 декабря 2017)
- Матфей (Андреев) (с 28 декабря 2017 года)

## Благочиния
По состоянию на октябрь 2022 года:
1. Восточной Англии
2. Республики Ирландия
3. Северной Англии и Уэльса
4. Центральное (Лондон)
5. Шотландии и Северной Ирландии
6. Юго-Восточной Англии
7. Юго-Западной Англии